# European Archives of Psychiatry and Clinical Neuroscience
European Archives of Psychiatry and Clinical Neuroscience – czasopismo medyczne poświęcone neurologii i psychiatrii, wydawane przez Springer-Verlag. Kontynuuje tradycję założonego w 1868 roku w Berlinie Archiv für Psychiatrie und Nervenkrankheiten. Pierwszym wydawcą był Wilhelm Griesinger. „Archiv für Psychiatrie und Nervenkrankheiten” było oficjalnym czasopismem Gesellschaft Deutscher Neurologen und Psychiater. W latach 1947–48 niewydawane, potem jako „Zeitschrift für die gesamte Neurologie und Psychiatrie”, od 1984 do 1989 jako „European Archives of Psychiatry and Neurological Sciences”, od 1989 pod obecnym tytułem (ISSN 0940-1334; ISSN 1433-8491), oficjalne wydawnictwo Gesamtverband Deutscher Nervenärzte. Wszystkie archiwalne numery dostępne są odpłatnie na stronie internetowej. Redaktorem naczelnym jest Peter Falkai (2013).
Według ISI w roku 2014 impact factor czasopisma wyniósł 3,552